# Transliteració de l'alfabet rus
L'adaptació (transliteració, transcripció, romanització) de l'alfabet ciríl·lic rus pot ser molt diversa segons la llengua a la qual es vulgui adaptar l'alfabet rus, i normalment cada llengua sol tenir les seves pròpies normes d'adaptació de l'alfabet ciríl·lic. Per això un nom rus sovint queda transcrit en alfabet llatí de moltes maneres diferents depenent de cada llengua. Per exemple, l'escriptor rus Пушкин és Puixkin en català, Puškin en txec, Puschkin en alemany, Pushkin en anglès i castellà, Puŝkin en esperanto, Pouchkine en francès, Puszkin en polonès, etc.
Hi ha una sèrie de normes incompatibles per a l'adaptació anglesa de l'alfabet rus, cap d'elles ha tingut molta popularitat i en realitat l'adaptació sovint es duu a terme sense cap norma uniforme.
No s'han de confondre la transliteració i la transcripció. Segons l'Institut d'Estudis Catalans:
- Transliteració és l'adaptació entre alfabets, lletra per lletra, que empra signes gràfics particulars i s'utilitza en treballs dirigits а un públic especialitzat.
- Transcripció és l'adaptació pràctica d'un alfabet аl d'una llengua particular.[2]

La finalitat pràctica fa que en ocasions s'hagin de barrejar criteris de transcripció (transmissió de sons) i de transliteració (trasllat de lletres).

## Transliteració ISO i transcripcions en varies llengües
| maj. | min. | curs. | nom         | so (AFI) |
| ---- | ---- | ----- | ----------- | -------- |
| А    | а    | а     | A           | /a/      |
| Б    | б    | б     | be          | /b/      |
| В    | в    | в     | ve          | /v/      |
| Г    | г    | г     | gue         | /g/, /ɦ/ |
| Д    | д    | д     | de          | /d/      |
| Е    | е    | е     | ie          | /jɛ/     |
| Ё    | ё    | ё     | io          | /jo/     |
| Ж    | ж    | ж     | ge          | /ʐ/      |
| З    | з    | з     | ze          | /z/      |
| И    | и    | и     | i           | /i/      |
| Й    | й    | й     | i kratko    | /j/      |
| К    | к    | к     | ka          | /k/      |
| Л    | л    | л     | el          | /l/      |
| М    | м    | м     | em          | /m/      |
| Н    | н    | н     | en          | /n/      |
| О    | о    | о     | o           | /o/      |
| П    | п    | п     | pe          | /p/      |
| Р    | р    | р     | er          | /r/      |
| С    | с    | с     | es          | /s/      |
| Т    | т    | т     | te          | /t/      |
| У    | у    | у     | u           | /u/      |
| Ф    | ф    | ф     | ef          | /f/      |
| Х    | х    | х     | ha          | /x/      |
| Ц    | ц    | ц     | tse         | /ʦ/      |
| Ч    | ч    | ч     | txe         | /ʨ/      |
| Ш    | ш    | ш     | xa          | /ʂ/      |
| Щ    | щ    | щ     | xtxa        | /ɕː/     |
| Ъ    | ъ    | ъ     | signe fort  | —        |
| Ы    | ы    | ы     | i           | /ɨ/      |
| Ь    | ь    | ь     | signe feble | /◌ʲ/     |
| Э    | э    | э     | e           | /ɛ/      |
| Ю    | ю    | ю     | iu          | /ju/     |
| Я    | я    | я     | ia          | /ja/     |

| català | transliteració ISO | anglès | francès       | castellà  |
| ------ | ------------------ | ------ | ------------- | --------- |
| a      | a                  | a      | a             | a         |
| b      | b                  | b      | b             | b         |
| v      | v                  | v      | v             | v         |
| g, gu  | g                  | g,gu   | g,gu          | g         |
| d      | d                  | d      | d             | d         |
| e, ie  | e                  | e, ye  | e, ie, ïe, é  | ye, ie, e |
| o, io  | ë                  | yo     | io, e         | yo, io, o |
| j      | ž                  | zh     | j             | zh        |
| z      | z                  | z      | z             | z         |
| i      | i                  | i      | i, ï          | i         |
| i      | j                  | i      | —, ï          | i         |
| k      | k                  | k      | k             | k         |
| l      | l                  | l      | l             | l         |
| m      | m                  | m      | m             | m         |
| n      | n                  | n      | n / -ne       | n         |
| o      | o                  | o      | o             | o         |
| p      | p                  | p      | p             | p         |
| r      | r                  | r      | r             | r         |
| s, ss  | s                  | s      | s, ss         | s         |
| t      | t                  | t      | t             | t         |
| u      | u                  | u      | ou            | u         |
| f      | f                  | f      | f             | f         |
| kh     | h                  | kh     | kh            | j         |
| ts     | c                  | ts     | ts            | ts        |
| tx     | č                  | ch     | tch           | ch        |
| x/ix   | š                  | sh     | ch            | sh        |
| sx/xtx | šč / ŝ             | shch   | chtch         | shch      |
| —      | "                  | —      | —             | — / '     |
| i      | y                  | y      | y             | y         |
| —      | '                  | — / y  | —             | — / '     |
| e      | è                  | e      | e             | e         |
| iu     | ju / û             | yu     | ou, ïou, iou  | yu, iu    |
| ia     | ja / â             | ya     | a, ia, ïa, ya | ya, iu    |

### Accentuació
L'accentuació dels mots transcrits en català correspon a les normes d'accentuació catalanes, tot mantenint l'accent tònic original rus. Exemples:
- Элиста → Elistà: en ser una paraula aguda acabada en vocal, s'accentua.
- Щедрин → Sxedrín: en ser una paraula aguda acabada en -in, s'accentua.
- Спутник → Spútnik: en ser una paraula plana no acabada en vocal, vocal+s, -en o -in, s'accentua.

## Exemple de transcripció
Fragment principal de l'article Rus a la Viquipèdia Russa:
[En rus] Русский язык – один из восточнославянских языков, один из наиболее распространённых по количеству говорящих и по количеству стран языков мира, национальный язык русского народа, основной язык международного общения в центральной Евразии, в Восточной Европе, в странах бывшего Советского Союза, один из рабочих языков ООН. Является самым распространённым из славянских языков и самым многочисленным языком Европы как географически, так и по числу носителей языка как родного (хотя также значительная и географически бо́льшая часть русского языкового ареала находится в Азии) и одним из самых распространённых индоевропейских языков. Входит в пятёрку самых переводимых языков мира.
[Transcrit al català] Russki iazik – odín iz vostotxnoslaviànskikh iazikov, odín iz naibóleie rasprostraniónnikh po kolítxestvu govoriàsxikh i po kolítxestvu stran iazikov mira, natsionalni iazik rússkogo naroda, osnovnoi iazik mejdunaródnogo obsxénia v tsentràlnoi Ievràzii, v Vostótxnoi Ievrope, v strànakh bívxego Sovétskogo Soiuza, odín iz rabótxikh iazikov OON. Iavliàietsia sàmim rasprostraniónnim iz slaviànskikh iazikov i sàmim mnogotxíslennim iazikom Ievropi kak gueografítxeski, tak i po txislú nossítelei iazikà kak rodnógo (khotià takje znatxítelnaia i gueografítxeski bólxaia txast rússkogo iazikovogo areala nakhóditsia v Àzii) i odním iz sàmikh rasprostraniónnikh indoievropéiskikh iazikov. Vkhódit v piatiorku sàmikh perevodímikh iazikov mira.